# Філоново (Богучарський район)
Філоново (рос. Филоново) — село у Росії, Богучарському районі Воронізької області. Адміністративний центр Філонівського сільського поселення.
Населення становить 596 осіб (272 чоловічої статі й 324 — жіночої) за переписом 2010 року.

## Історія
За даними 1859 року у казенній слободі Філонова Богучарського повіту Воронізької губернії мешкало 631 особа (311 чоловічої статі та 320 — жіночої), налічувалось 100 дворових господарств, існувала православна церква.
Станом на 1880 рік у колишній державній слободі Залиманської волості мешкало 1168 осіб, налічувалось 171 дворове господарство, існували православна церква, 22 вітряних млини.
За переписом 1897 року кількість мешканців зросла до 1168 осіб (582 чоловічої статі та 586 — жіночої), з яких всі — православної віри.
За даними 1900 року у слободі мешкало 1172 особи (582 чоловічої статі та 590 — жіночої) переважно українського населення, налічувалось 209 дворових господарств, існували 2 православні церкви, церковно-парафіяльна школа, винна лавка, відбувалось 2 ярмарки на рік.